# Pieterskerk (Eemnes)
De Pieterskerk staat aan de Wakkerendijk in Eemnes-Binnen in de provincie Utrecht. De kerk wordt in de volksmond Het Dikke Torentje genoemd.
Het eeuwenoude godshuis was tot de Reformatie een rooms-katholieke kerk en stond op een dijkje omdat de Zuiderzee de Eemnesser polder vaak blank zette. De kerk werd gebouwd in 1439, na de afscheiding van Eembrugge waar de Binnendijk vroeger onder viel. Het laat-gotische bakstenen kerkje heeft een eenbeukig schip en in houten tongewelf. Het heeft een iets smaller diep koor aan de oostzijde en een kleine toren aan de westzijde. Binnen staat het gestoelte van de Ambachtsheer van Eemnes. Die had van 1714 tot in de twintigste eeuw het recht van aanstelling.
In de negentiende eeuw verkeerde het gebouw in slechte staat. In 1883 werd met financiële hulp van de destijdse ambachtsheer veel gerestaureerd, maar niet genoeg. Toen rond 1900 koningin Emma hier wilde kerken en er een familiebank in wilde gaf zij de wenk dat ze de restauratie (anoniem) wilde bekostigen.
In 1921 was er een grote brand naast de kerk, die oversloeg en het interieur van de kerk volledig verwoestte. Slechts de muren bleven staan. Een jaar later werd de herstelde kerk ingewijd in aanwezigheid van onder andere koningin-moeder Emma en de Ambachtsheer, jonkheer van Citters.
Vanaf 2004 werden de hervormde diensten in de Grote of Sint-Nicolaaskerk in Eemnes gehouden en werd het kerkje verhuurd. Na een verbouwing in 2011 kreeg het pand de bestemming evenementenaccommodatie en vergaderruimte.

## Bezienswaardigheden
- grafsteen met spreuk over de "spoelconst" in het torenportaal.
- de wijzerplaat met één wijzer van ruim 300 jaar oud.
- Twee luidklokken uit 1637, gegoten door Everhardus Splinter uit Enkhuizen.
- het torenhaantje uit 1727.
- In het schip van de kerk ligt de grafsteen van "Cornelis Adriaensen Burgemeister"
- De banken van koningin Emma en haar gevolg, met daarop de Statenbijbels van Soestdijk.
- Op de kansel een Statenbijbel uit 1845, aan de kerk geschonken door J.L. van Tets-Huydecoper van Maarsseveen. Ook het zilveren Avondmaalstel was een geschenk van haar.
- koperen lessenaar in de vorm van een arend op de kansel.